# H3 (Rakete)
Die H3 – auch H-3 – ist eine mittelschwere japanische Trägerrakete. Sie basiert technisch auf ihrem Vorgängermodell, der H-II, und soll diese ab 2025 ablösen. Der Erstflug der H3 fand am 7. März 2023 statt und schlug fehl. Der zweite Start im Februar 2024 war erfolgreich. Hersteller der Rakete ist der japanische Industriekonzern Mitsubishi Heavy Industries.

## Entwicklung
Am 17. Mai 2013 bewilligte die japanische Regierung die Entwicklung eines neuen Trägerraketensystems, der H3. Die Rakete wurde von der japanischen Raumfahrtagentur JAXA in Zusammenarbeit mit Mitsubishi Heavy Industries entwickelt, um damit mittelschwere Nutzlasten zu starten. Die H3 soll im Vergleich zu ihrem Vorgänger, der H-II, preiswertere und einfacher aufgebaute Triebwerke verwenden, was die Produktion verkürzen und die Gesamtkosten senken würde. Im Jahr 2017 wurden die Startkosten auf etwa 50 Millionen US-Dollar geschätzt, was nur etwa die Hälfte der Startkosten einer H-IIA wäre. Eine der größten Neuerungen im Vergleich zum vorherigen Modell ist das neu entwickelte LE-9-Triebwerk. Es gilt als sicherer, schubstärker und günstiger. Ein erster Testlauf des Triebwerks fand im April 2017 statt. Im August 2018 wurden dann auch die Booster-Triebwerke erstmals getestet.
Im Jahr 2015 war ein Erstflug der H3-Version ohne Booster im Frühjahr 2020 vorgesehen. Mit Boostern sollte ein erster Start im Jahr 2021 stattfinden. Am 21. Januar 2022 gab die JAXA bekannt, dass sich der erste Starttermin aufgrund von technischen Problemen mit dem LE-9-Triebwerk auf Anfang 2023 verschieben würde.

## Einsatzgeschichte
Der Erstflug der H3 sollte schließlich am 17. Februar 2023 stattfinden. Nach der Zündung des Haupttriebwerks trat jedoch ein Defekt in dessen Stromversorgung auf, weshalb der Start automatisch abgebrochen wurde.
Beim zweiten Versuch am 7. März 2023 um 01:37 Uhr UTC funktionierte das Haupttriebwerk, sodass auch die Feststoffbooster zündeten. Nach einem nominalen Flug und einer fehlerfreien Stufentrennung sollte bei T+316 Sekunden das LE-5B-Triebwerk der zweiten Stufe zünden. Dieses startete nicht, weshalb 13 Minuten nach dem Abheben der Selbstzerstörungsbefehl an die Rakete gesendet wurde, nachdem feststand, dass ein erfolgreicher Abschluss der Mission nicht mehr möglich war. Der Satellit ALOS-3, der von der Zweitstufe in eine sonnensynchrone Umlaufbahn hätte ausgesetzt werden sollen, ging verloren. Der Fehlstart wurde von der japanischen Wirtschaftszeitschrift Nikkei Asia als „schwerer Rückschlag für Japans Weltraumambitionen“ bezeichnet.
Ende 2023 kündigte die JAXA die zweite Mission der H3 an. Diese soll im Zeitraum vom 15. Februar bis zum 31. März 2024 starten. Ursprünglich sollte beim zweiten Start der Rakete der ALOS-4-Erdbeobachtungssatellit gestartet werden, jedoch wurde nach dem Fehlschlag der ersten Mission entschieden, stattdessen einen Massesimulator zu starten. Zusätzlich sollen zwei kleinere Erdbeobachtungssatelliten an Bord sein. Der Start fand am 17. Februar 2024 statt und war erfolgreich.

## Technische Daten
Die H3 ist eine zweistufige mittelschwere Trägerrakete. Die erste Stufe verwendet entweder zwei oder drei LE-9-Triebwerke, welche mit Flüssigwasserstoff und Flüssigsauerstoff befeuert werden und ein sogenanntes Expander-bleed-cycle-Verfahren benutzen. Zusätzlich können zwei oder vier Feststoffbooster mit SRB-A3-Triebwerk eingesetzt werden, welche symmetrisch angeordnet sind. Die Oberstufe verwendet ein LE-5B-Triebwerk, welches ebenfalls Flüssigwasserstoff und Flüssigsauerstoff verbrennt. Die Erststufe führt eine Treibstoffmasse von 225 Tonnen mit, die Zweitstufe 23 Tonnen.
Es stehen zwei verschieden lange Nutzlastverkleidungen zur Verfügung.

## Varianten und Typbezeichnungen
Es sind drei Grundversionen der H3 geplant. Ihre Typbezeichnung enthält jeweils zwei Ziffern, von denen die erste die Zahl der Erststufentriebwerke und die zweite die Zahl der Feststoffbooster angibt:
- H3-30 mit drei Erststufentriebwerken
- H3-22 mit zwei Erststufentriebwerken und zwei Feststoffboostern
- H3-24 mit zwei Erststufentriebwerken und vier Feststoffboostern

Je nach Länge der Nutzverlastverkleidung wird jeweils zwischen der Small- und der Large-Variante der Rakete unterschieden, zum Beispiel H3-22S und H3-22L.

## Startliste
Alle Starts der H3-Rakete finden vom Yoshinobu Launch Complex (YLP-2) des Tanegashima Space Centers in Japan statt.

### Durchgeführte Starts
Stand der Liste: 31. Juli 2025
| Flug Nr. | Startdatum (UTC)       | Version | Nutzlast                                      | Art der Nutzlast                               | Orbit | Anmerkungen          |
| -------- | ---------------------- | ------- | --------------------------------------------- | ---------------------------------------------- | ----- | -------------------- |
| TF1      | 7. März 2023 01:37:55  | H3-22S  | ALOS-3                                        | Erdbeobachtungssatellit                        | SSO   | Erstflug, Fehlschlag |
| TF2      | 17. Feb. 2024 00:22:55 | H3-22S  | Vehicle Evaluation Payload 4 CE-SAT 1E TIRSAT | Massesimulator Erdbeobachtungssatellit CubeSat | SSO   | Erfolg               |
| F3       | 1. Juli 2024 03:06     | H3-22S  | ALOS-4                                        | Erdbeobachtungssatellit                        | SSO   | Erfolg               |
| F4       | 4. Nov. 2024 06:48     | H3-22S  | Kirameki 3 (DSN-3)                            | Kommunikationssatellit                         | GTO   | Erfolg               |
| F5       | 2. Feb. 2025           | H3-22S  | Michibiki 6                                   | Navigationssatellit                            | GTO   | Erfolg               |

### Geplante Starts
| Flug Nr.       | Startdatum (UTC) | Version | Nutzlast                  | Art der Nutzlast                       | Orbit      | Anmerkungen             |
| -------------- | ---------------- | ------- | ------------------------- | -------------------------------------- | ---------- | ----------------------- |
|                | 2025             | H3-24L  | HTV-X 1                   | Raumtransporter zur ISS                | LEO        |                         |
| Termine unklar |                  |         |                           |                                        |            |                         |
|                |                  | H3-???  | Inmarsat-Mission          | Kommunikationssatellit                 | GTO        | Nutzlast noch unbekannt |
|                |                  | H3-???  | ETS-9 (Kiku 9)            | experimenteller Kommunikationssatellit | GTO        |                         |
|                |                  | H3-24L  | Martian Moons Exploration | Raumsonde zum Mars                     | Fluchtbahn |                         |